# Liulka TR-1
O Lyulka TR-1 foi um motor turbojato projetado por Arkhip Lyulka e produzido por sua OKB Lyulka. Foi o primeiro motor a jato soviético.

## Desenvolvimento
Em Maio de 1944 foi solicitado à Lyulka iniciar o desenvolvimento de um motor turbojato com o empuxo de 12,3 kN. Ele demonstrou então um motor de fluxo axial de oito estágios em Março de 1945, chamado de S-18. No início de 1946, o Conselho de Ministros da União Soviética ordenou que o S-18 fosse desenvolvido em um motor operacional com o empuxo de 15,5 kN. O TR-1 foi desenvolvido no início de 1946 e fez seu primeiro teste estático no dia 9 de Agosto. Foi testado no ar em um pilone instalado em um bombardeiro a pistão B-25 Mitchell emprestado.
O TR-1 não foi um sucesso, provando ser mais fraco e tendo um consumo específico maior que o projetado. Sua falha levou diretamente ao cancelamento do primeiro bombardeiro a jato soviético, o Ilyushin Il-22. Lyulka desenvolveu posteriormente o motor no TR-1A, com 20,5 kN de empuxo, mas seu consumo específico era muito alto e também foi cancelado.

## Aplicações
- Alekseyev I-21
- Ilyushin Il-22
- Mikoyan-Gurevich MiG-9  I-305 (izdeliye FT)
- Sukhoi Su-10
- Sukhoi Su-11